# Месје 98
Месје 98 (М98) је спирална галаксија у сазвежђу Береникина коса која се налази у Месјеовом каталогу објеката дубоког неба.
Деклинација објекта је + 14° 53' 58" а ректасцензија 12h 13m 47,8s. Привидна величина (магнитуда) објекта М98 износи 10,1 а фотографска магнитуда 10,9. Налази се на удаљености од 17,920 милиона парсека од Сунца. М98 је још познат и под ознакама NGC 4192, UGC 7231, MCG 3-31-79, IRAS 12112+1510, CGCG 98-108, VCC 92, PGC 39028.